# Telefonzelle

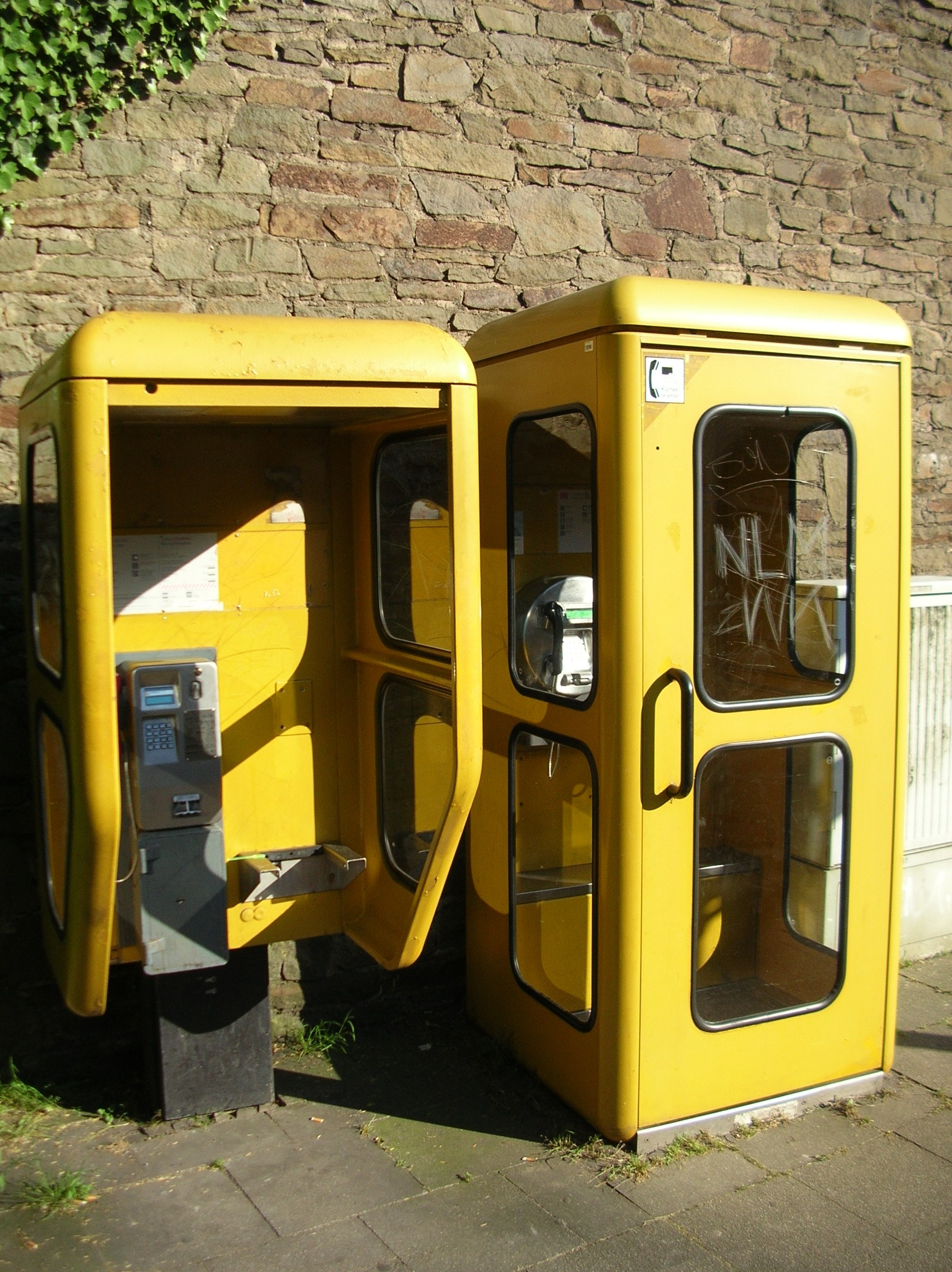
Links eine Telefonhaube TelHb82, auch für Rollstuhlfahrer geeignet, rechts ein Telefonhäuschen TelH78 aus Zeiten der Deutschen Bundespost

Eine Telefonzelle, in der Schweiz Telefonkabine, in Deutschland fachlich als Telefonhäuschen (TelH) bezeichnet, hat eine Grundfläche von etwa einem Quadratmeter. An der inneren Rückwand ist ein Telefonapparat angebracht. Telefonzellen stehen in der Regel im öffentlichen Raum.

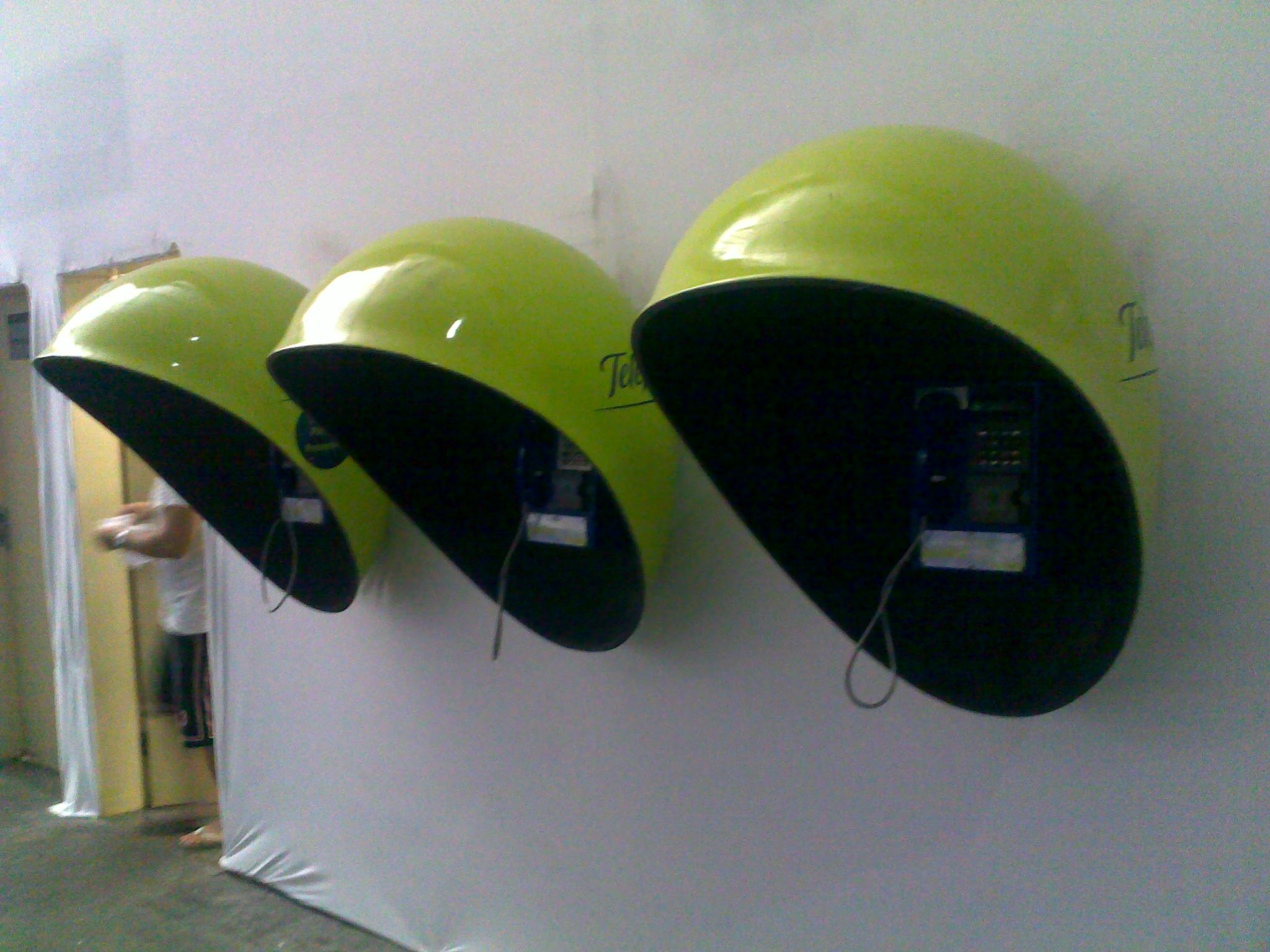
Standard-Orelhões (Große Ohren) in Brasilien

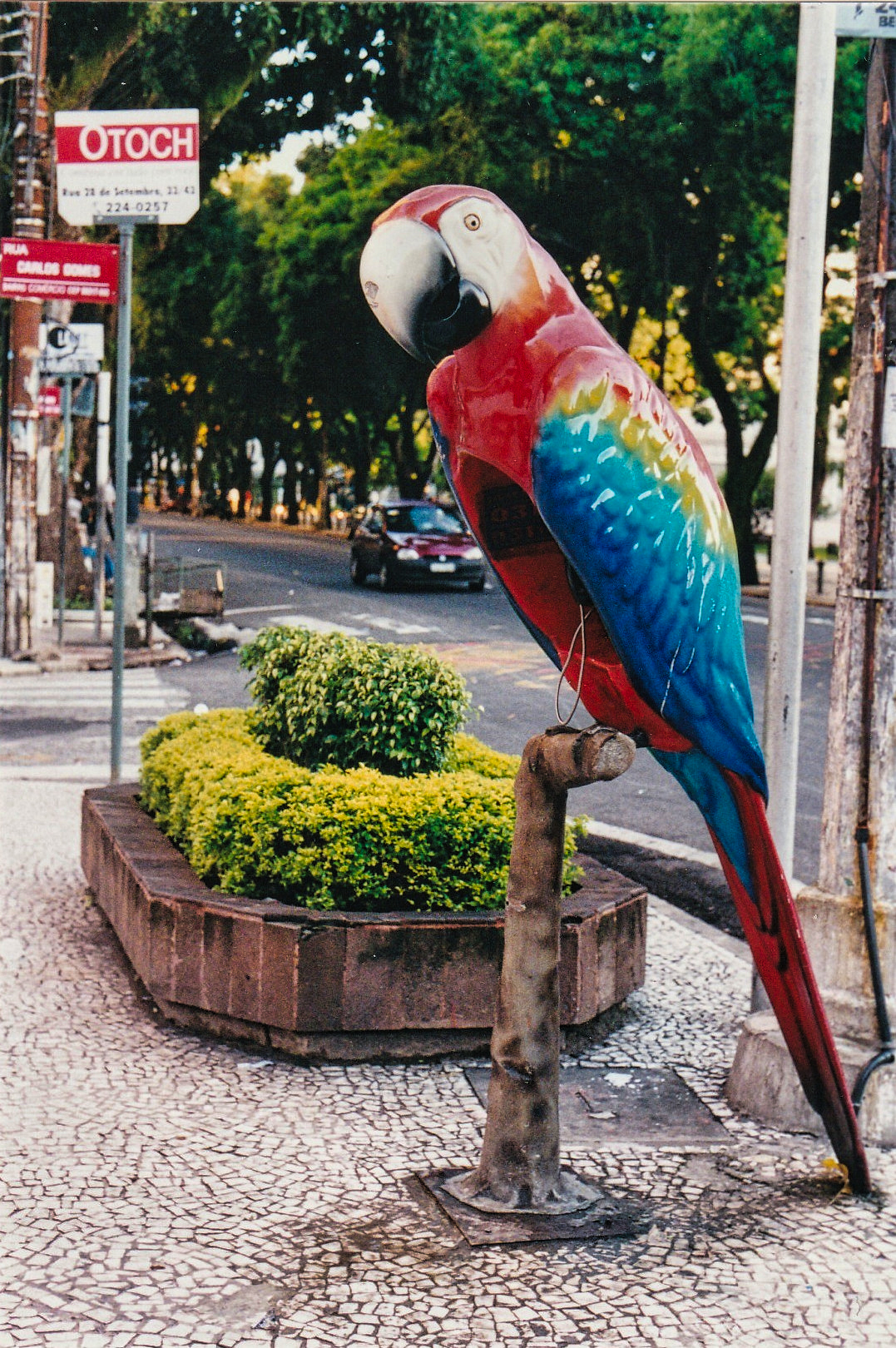
Öffentliches Telefon (orelhão) in Belém, Pará, Brasilien

## Begriffe
Ursprünglich bezeichnete der Begriff Fernsprechzelle konkret die in Gebäuden eingebaute Kabinen mit einem Telefon. Anfangs waren diese in den für die Telekommunikation zuständigen Postämtern vorhanden und mit einer (oft schallgedämmten) Tür ausgestattet um die Intimität des Anrufenden zu schützen. Im Freien aufgestellte Kabinen wurden als Fernsprechhäuschen oder Fernsprechkioske bezeichnet. Mit der Zeit hat ein Begriffswandel stattgefunden und so wird sowohl für Innen- (also in Gebäuden), wie auch freistehende offene Außen-Kabinen nur noch der Begriff Zelle verwendet.
Eine vereinfachte Form ist die sogenannte Telefonhaube, die vorne offen ist und zumindest an den Seiten nicht bis zum Boden hinunter reicht. Sie ist für Rollstuhlfahrer leichter zu benutzen, bietet aber weniger Wetterschutz. Häufig finden sich solche Hauben daher in Innenräumen oder überdachten Außenbereichen, wo sie lediglich zur Abschirmung von Zugluft und Schall dienen.
Rufsäulen sind auf voreingestellte Telefonnummern (z. B. Feuerwehr, Polizei, Taxi) gelegt und daher nicht als Telefonzelle zu betrachten.
Ein Clubtelefon ist ein halböffentliches Münztelefon.

## Geschichte und Verbreitung

### Weltweit
Mit dem Aufkommen der Telefonie war es notwendig, „öffentliche Fernsprecher“ in Form von Telefonzellen aufzustellen, um die begrenzte Leitungszahl für einen größeren Personenkreis zu erschließen. Die weltweit erste öffentliche Telefonzelle wurde am 28. Januar 1878 in New Haven (Connecticut, USA) aufgestellt. Um die Jahrhundertwende kam in Dänemark der Telefonkiosk auf.
Mit der Lancierung des sogenannten orelhão (Grosses Ohr), einem Design der sino-brasilianischen Architektin und Designerin Chu Ming Silveira, in Rio de Janeiro und São Paulo im Jahr 1972 verbreitete sich diese Form bald über ganz Brasilien und weite Teile der Welt, teilweise auch in verspielten Formen.
Mit dem Ausbau des verbesserten Netzes von Privatanschlüssen und der seit den 1990er Jahren wachsenden Zahl an Mobiltelefonen ist die Bedeutung der Telefonzellen gesunken. Um die Einrichtungen leichter zu unterhalten, sind sie meist nur noch mit Telefon- oder Geldkarten, kaum als Münzautomaten eingerichtet.

### Österreich
In Österreich gibt es Telefonzellen seit dem Jahr 1903, als erstmals öffentliche Telephonautomaten in Wien und anderen Großstädten der Donaumonarchie aufgestellt wurden. Vorläufer waren auch hier Holzzellen im Inneren von Postämtern.
Frühe Telephonhütterln waren grundlegend aus Holz, beschichteten Hartfaserplatten, Glasfenstern und einem Blechdach aufgebaut. Telefon- und Stromnetz wurden mitunter über einen kleinen Dachständer von Freileitungen her eingebunden. Das Dach konnte als sehr flache Pyramide ausgeformt sein. Mitunter gab es unter oder über der Dachtraufe mit der Straßenbeleuchtung geschaltete Leuchtkästen mit der schwarzen Schrift „TELEFON“ am Milchglas.
Die zum Lesen eines Telefonbucheintrags nötige Deckenleuchte mit ein oder zwei Glühbirnen hinter einer deckenbündigen Mattglasscheibe wurde erst beim Betreten über eine mit braunem Linoleum bezogene, federgehaltene Trittplatte eingeschaltet.
Mit einer 1-Schilling-Münze, an der Oberseite des schwarzen Apparats eingeworfen, konnte man ab Entlasten der hakenförmigen Hörergabel 3 Minuten den Telefonapparat benutzen. Mit dem Aufhängen des Hörers wurde ein mechanisches Kurzzeit-Uhrwerk aufgezogen, das ab dem Abheben des Hörers hörbar tickte. Ein Zeiger hinter Glas zeigte durch ein 120°-bogenförmiges Fenster den Zeitablauf an. Gehört wurde man als Anrufer erst, nachdem der Zahlknopf gedrückt worden ist. Bei fehlerhafter Wahl, Nichtmelden, Melden einer nicht gewünschten Person konnte man das Drücken des Zahlknopfes unterlassen und den Telefonschilling sparen. Ab dem Drücken wurde er jedoch in jedem Fall kassiert.
Spätere Ferngesprächszellen aus einem schwarz lackierten Stahlrahmen, großzügigen Drahtglasfenstern und golden eloxierten Alu-Fensterleisten hatten zuerst grau-hammerschlaglackierte Apparate noch mit Wählscheibe und rotem Zahlknopf.
Es kam dann zur Entwicklung verschiedener Apparate. Der etwa B x H 33 × 50 cm große akzeptierte 1-, 5- und 10-S-Münzen bis zur Summe von 99 S. Der Vorrat wurde per roter LED-7-Segmentanzeige angezeigt und entsprechend dem Eingang von Zählimpulsen (anfangs je 20, später je 80 Groschen wert) heruntergerechnet. Der Zahlknopf war rot. Ein grüner Zahlkopf wies, etwa in einem Gasthaus, auf einen privaten Betreiber des Apparats hin, der bis zu etwa 4-mal so hohe Gesprächsgebühr kassierte, ohne dass dies zwingend ausgebremst wurde.
Ein 25 × 35 cm kleiner Apparat akzeptierte nur einzelne Schillinge, doch speichert sie in einer schräg abfallenden Reihe hinter Glas, sodass man auch kurze Ferngespräche, die damals bis etwa 5 S pro Minute kosteten, führen konnte. Das Gerät hatte Zahlknopf und keine Digitalanzeige.
Die Lackierung der großen Geräte wurde dann hellgelb. Die Anzeige für den Geldvorrat wurde auf LCD umgestellt. Münzer wurden durch Wertkartentelefone ersetzt die letztlich wieder ausliefen.
Die Stahltelefonzellen wurden energieeffizient mit Leuchtstoffröhren beleuchtet. In Hüft- und Tischhöhe waren die drei Drahtglasscheiben mit einer breiteren Fensterstrebe geteilt. Ein fensterbreiter Aufkleber gegen Vandalismus fand große Verbreitung: „Ein Telefon kann leben retten – Zerstört es nicht!“ Der Boden bestand aus einem verzinkten Gitterrost, zwecks Belüftung nur unvollständig mit einem Riffelblech belegt. Fiel eine Münze durch den Bodenrost konnte man mit Glück von außen unter den Rost langen und sie hervorfischen.
Dann kam Alu als Baumaterial auf: 4 viertelrunde Steher aus Strangpressprofil sind mit 8 Punkten eines Betonfundaments verschraubt. Etwa 6 mm starke Alu-Thermoplast-Alu-Verbundplatten passen in die Nute der Steher. Jede Seitenwand hat übereinander je 3 ESG-Fenster, gehalten von Gummiprofil mit Leder. Eine Doppelpendeltür ohne Griffe erschwerte die Nutzung mit großem Rucksack. Es setzte sich eine Variante mit nur nach außen öffnender Schwenktür durch, die meist rechts angeschlagen ist und von einer Feder zugezogen wird.
Mit zunehmender Zahl von Privatanschlüssen und Gelben Seiten des Branchenverzeichnisses wurden die Telefonbücher trotz Schmalschrift dicker. Meist wurde in Telefonzellen nur der Band, der das lokale Ortsnetz enthält, vorgelegt. Ab dem Moment, ab dem Anschlussinhaber auch für das Telefonbuch eine Gebühr (beginnend mit 10 S pro Band) zahlen mussten, wurden Bücher in Telefonzellen häufiger entwendet. In Wien wurden jahrzehntelang die 3 bis 4 Bände so unter dem nur 25 cm tiefen Pult gehaltert, dass jeweils ein, mit dem Rücken nach oben hängender Band um 180° nach oben geschwenkt und samt dem harten Schutzeinband aufgeblättert werden kann. Durch eine hier so breit wie der Bänderstapel reduzierte Pulttiefe hängen die Bände und stützen den hochgeklappten und aufgeschlagenen Band gegen Hinunterklappen.
Später kamen Zellen mit Nurglastüren und -seitenwänden auf. Auch diese enden etwa 20 cm über dem Boden für leichteres Reinigen, Lüften und gute Transparenz.
Zwischen den Jahren 2003 und 2006 rüstete die Telekom Austria mehr als 1000 Telefonzellen in ganz Österreich zu sogenannten MultimediaStations mit Breitband-Internetzugang um.
Im Rahmen der Stadtmöblierung entwarfen bekannte Architekten, wie Luigi Blau Wiener Telefonzellen. In Graz hat das Haus der Wissenschaft um das Jahr 2004 eine Ausstellung in mit ausrangierten Wänden österreichischer Telefonzellen aus Alu-Kunststoff-Alu-Verbundplatten gestaltet, indem die drei mit Gummidichtungen eingelassenen ESG-Glasfenster von etwa 35 cm Breite und 25 cm Höhe mit abgerundeten Ecken zur Präsentation von Diapositiv-Folien genutzt wurden.
Für die Verwendung der alten Telefonzellen gibt es einige Projekte. So werden sie entweder zu einem mietbaren Büro, einer kleinen Disko oder zu öffentlichen Bücherschränken umgebaut. In Salzburg wurden im September 2016 Telefonzellen zu freien Mini-Bibliotheken umfunktioniert.

### Schweiz
In der Schweiz sank die Anzahl der öffentlichen Telefonkabinen (Publifone) von 4900 im Jahr 2007 auf 3200 im Jahr 2014. Ab 2018 wurde auf die Vorschrift verzichtet, wonach Swisscom als Telefoniegrundversorgungsanbieter in jeder politischen Gemeinde (Service public) eine Kabine zur Verfügung stellen muss. Die höchste Versorgungsdichte gab es in der Schweiz im Jahr 1995 mit mehr als 58.000 privaten und öffentlichen Telefonkabinen. Die letzte Telefonkabine der Swisscom wurde am 28. November 2019 in Baden AG demontiert, 150 werden von der APG weiterbetrieben.

## In der Popkultur

### Im Film
Telefonzellen werden in Kriminalfilmen als Quelle anonymer Hinweise dargestellt. Tatsächlich bietet die Telefonzelle nach wie vor eine der wenigen Möglichkeiten, anonym zu telefonieren. Bei Mobilfunkanrufen ist sowohl der ungefähre Standort als auch die Identität des Anrufers bekannt (Stammdaten zur SIM-Karte, IMEI-Nummer des Endgerätes). Zwar ist der Standort einer Telefonzelle ebenfalls bekannt, aber nicht die Identität des Anrufers.
Beispiele:
- Der Doktor aus der britischen Science-Fiction-Fernsehserie Doctor Who benutzt als Reisevehikel für seine Zeitreisen eine spezielle britische Telefonzelle für Notrufe (Polizei-Zelle).
- In dem spanischen Kurzfilm La cabina (1972) wird ein Mann in einer Telefonzelle gefangen.
- Der Thriller Nicht auflegen! (2002) spielt fast ausschließlich in einer Telefonzelle.
- Im 2003 erschienenen fünften Band der Harry-Potter-Reihe fahren Mr. Weasley und Harry Potter über eine Telefonzelle ins Zaubereiministerium.
- In den frühen Episoden des Comics Superman verwendet Clark Kent öfters Telefonzellen, um sich in sein Alter Ego Superman zu verwandeln.

### Auf der Bühne
Bei den meisten Konzerten der Secret World Tour von Peter Gabriel 1993–94 folgte auf die instrumentale Eröffnung eine rote, beleuchtete britische Telefonzelle, die sich von der ersten quadratischen Bühne erhob, mit Peter Gabriel darin, der das Lied Come Talk to Me in einen Telefonhörer sang. Zu Gabriel gesellten sich entweder Sinéad O’Connor oder Paula Cole, die von der zweiten runden Bühne ins Licht aufstiegen, um Backgroundgesang zu singen. Gabriel tauchte aus der Telefonzelle auf und strebte seinem weiblichen Gegenüber mit dem straff gespannten Hörerkabel entgegen, wobei er sich immer weiter aus der Telefonzelle herauszog, während er sich über den beide Bühnen verbindenden Rollsteig in Richtung der kreisförmigen Bühne bewegte.

## Bildergalerie

Bildergalerie von Telefonzellen
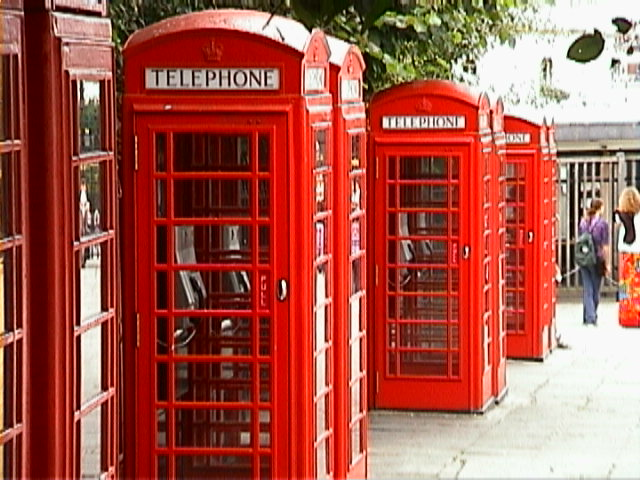
Britische Telefonzellen Typ K6 (1936)
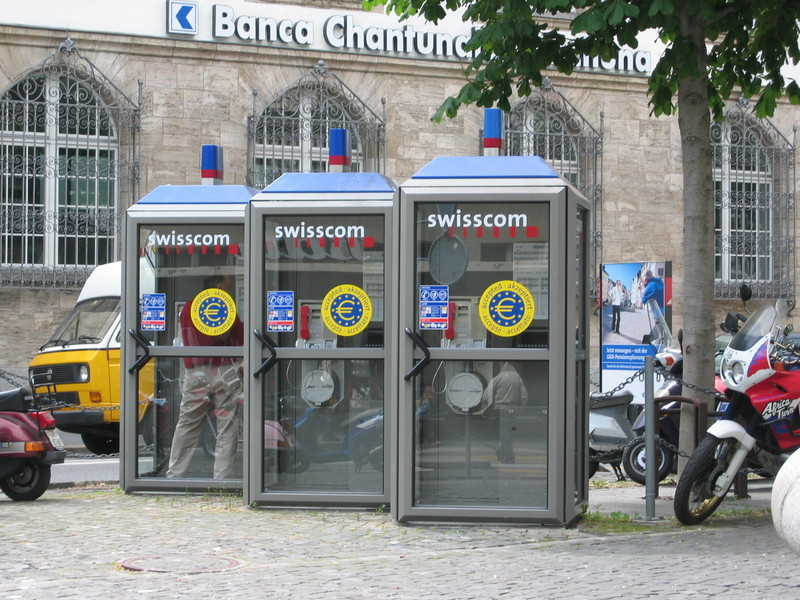
Swisscom-Telefonzellen in Chur
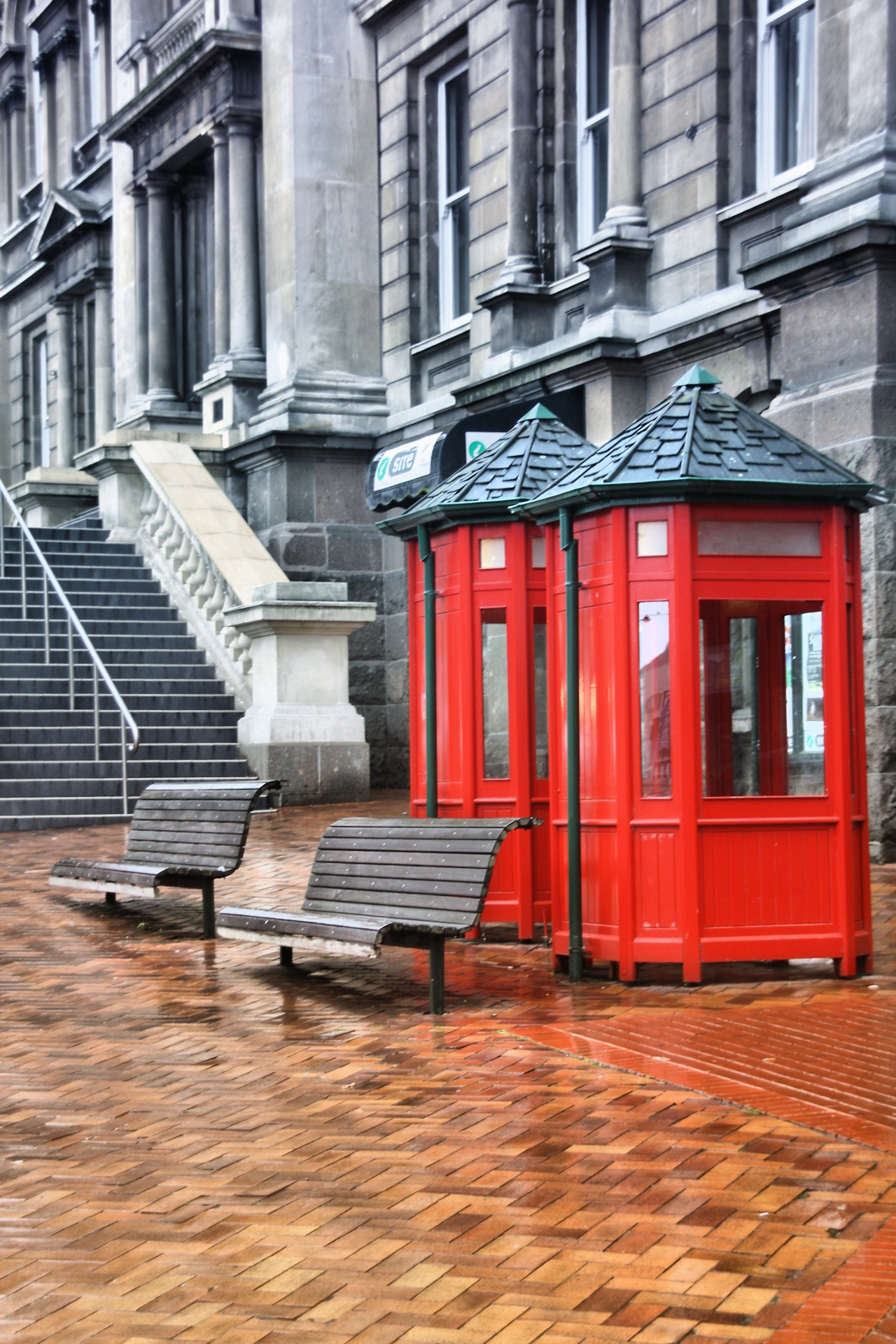
Telefonzelle in Neuseeland
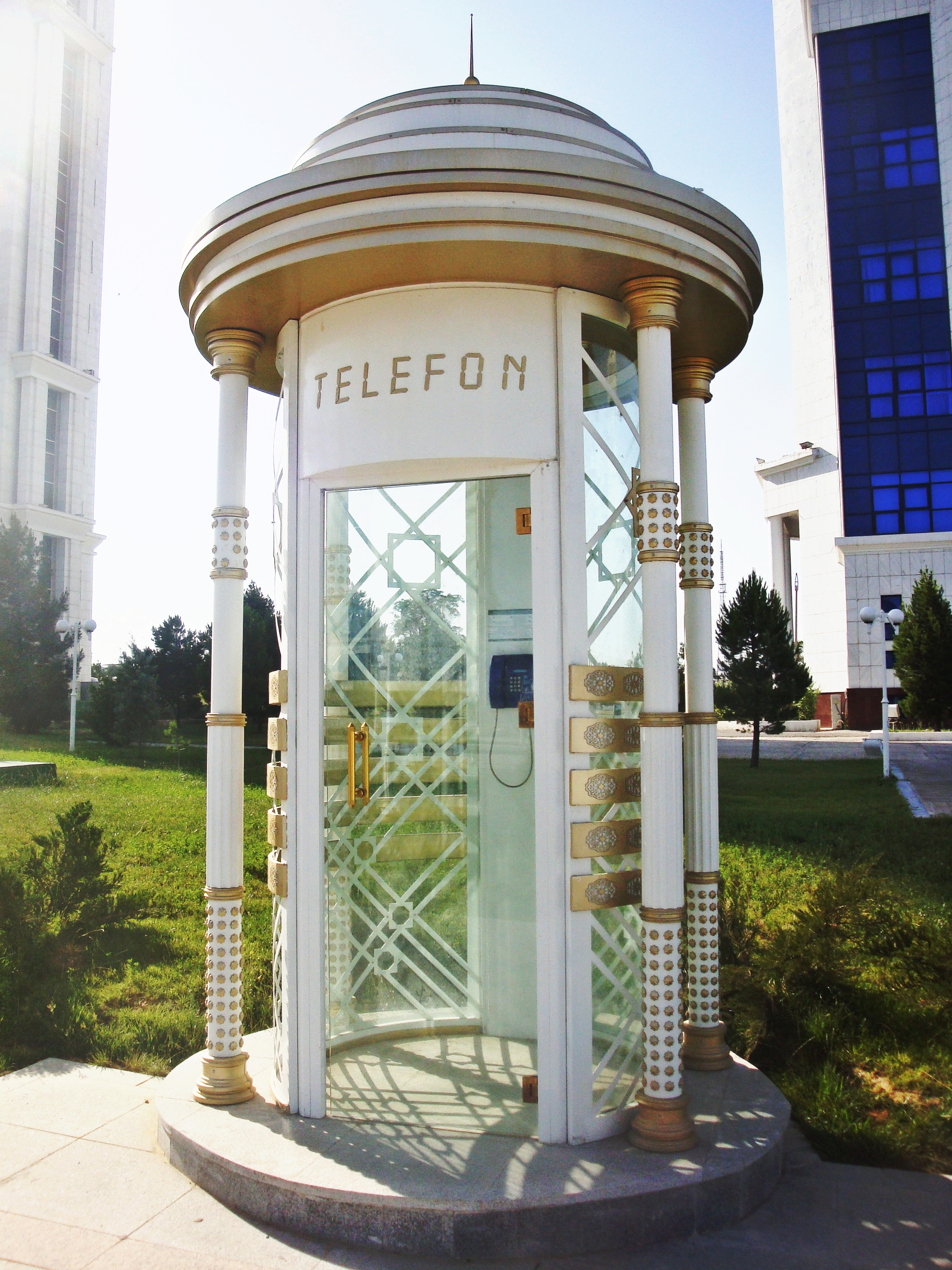
Telefonzelle in Turkmenistan
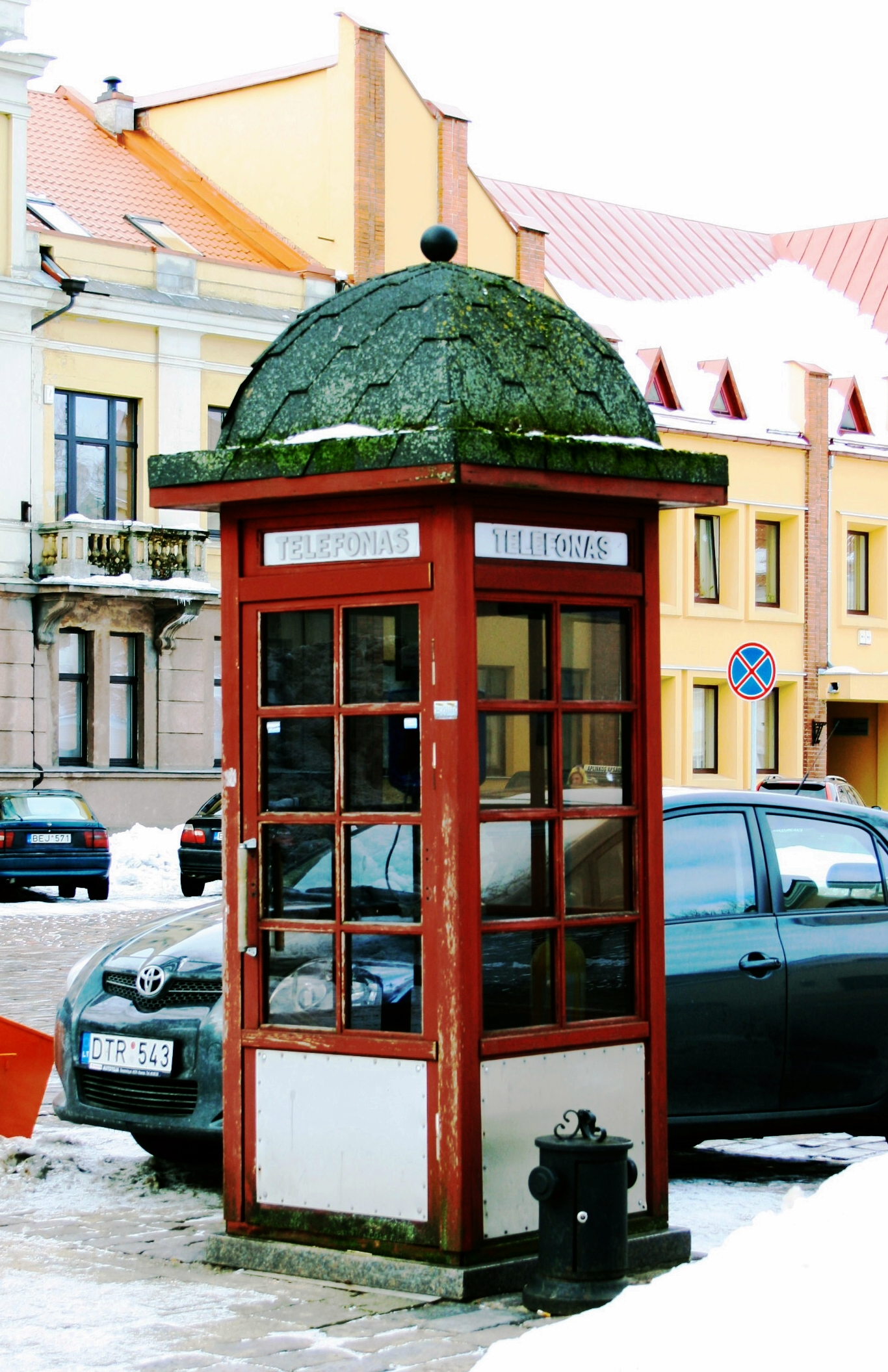
Litauische Telefonzelle in Kaunas
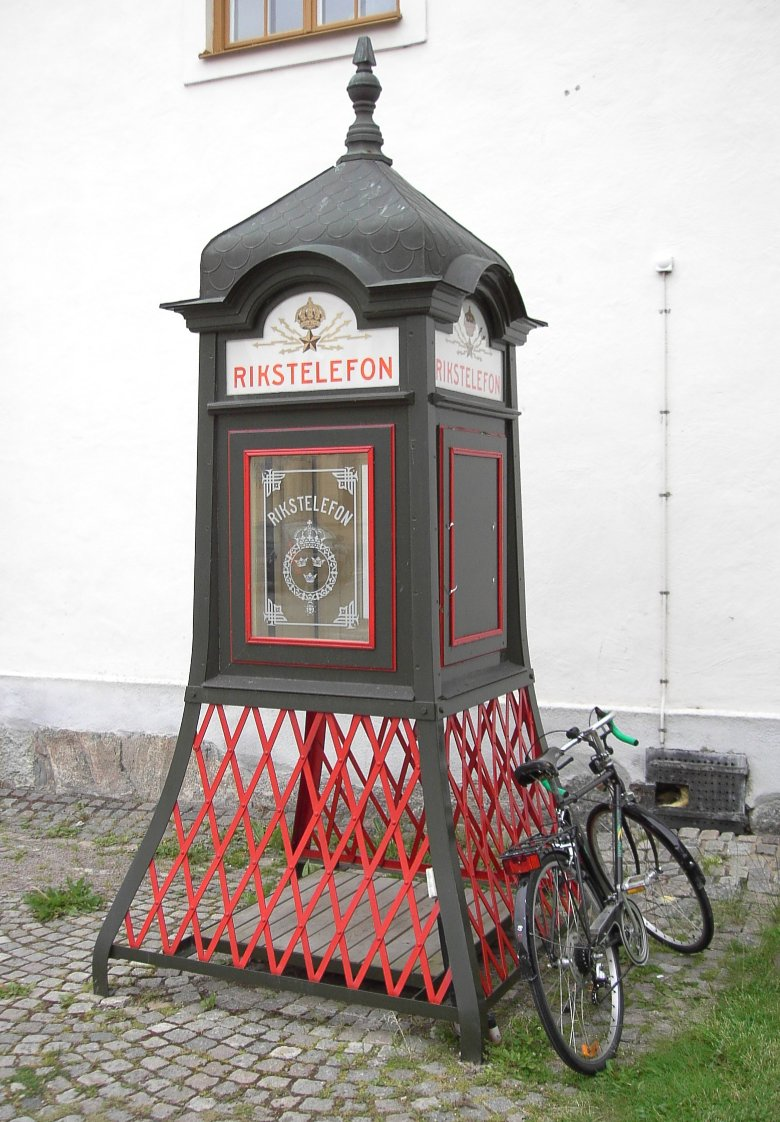
Schwedische Telefonzelle
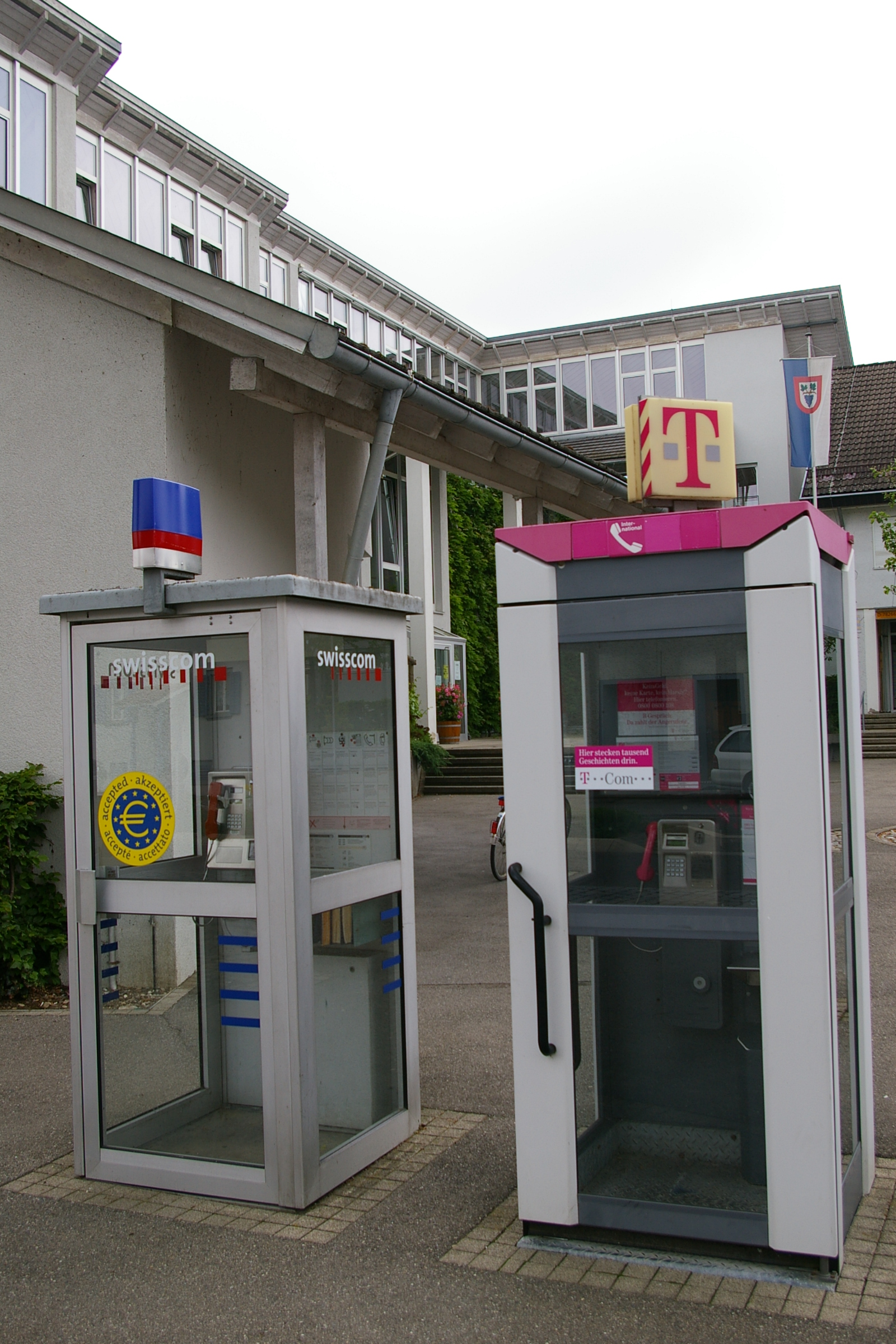
Schweizerische und deutsche Telefonzelle in der deutschen Exklave Büsingen am Hochrhein
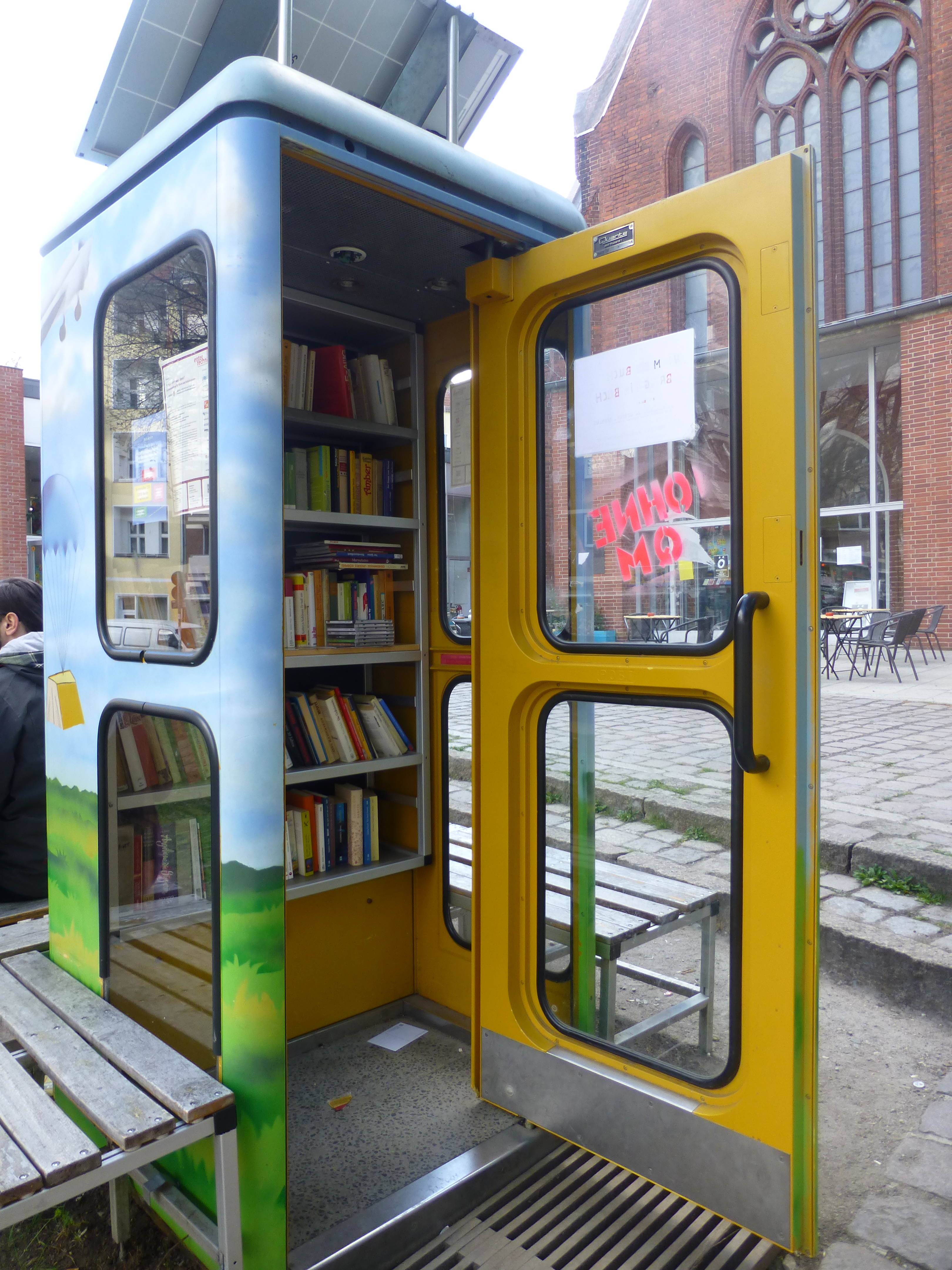
Eine zum öffentlichen Bücherschrank umfunktionierte Telefonzelle in Berlin